# Will Tudor

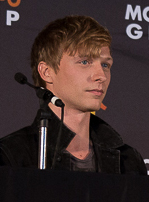
Will Tudor (Oktober 2015)

William James Sibree Tudor (* 11. April 1987 in London) ist ein britischer Schauspieler.

## Leben
Will Tudor, Sohn eines Arztes und einer Ärztin, wuchs in Stratford-upon-Avon auf. Ursprünglich wollte er in die Fußstapfen seiner Eltern treten, Medizin studieren und schrieb sich darum an der Leicester University ein. Hier erst, beim Besuch von Schauspielkursen, entdeckte er seine wahre Berufung. Nach seinem Schulabschluss im Jahr 2008 inskribierte Tudor an der Central School of Speech and Drama, an der er unter anderem im Drama Richard III. und dem Musical Guys and Dolls erste Erfahrungen sammelte.
Seine erste Filmrolle bekam er 2011, als er in der dreiteiligen Miniserie Große Erwartungen in einer Nebenrolle zu sehen war. Ebenfalls nur kurz war sein Auftritt im Fantasyfilm Vampire Academy aus dem Jahr 2014.
International bekannt wurde Tudor jedoch durch seinen Auftritt als Olyvar in der erfolgreichen Fernsehserie Game of Thrones.

## Filmografie (Auswahl)
- 2011: Große Erwartungen (Great Expectations)
- 2014: Vampire Academy
- 2013–2015: Game of Thrones (Fernsehserie, 7 Folgen)
- 2015–2018: Humans (Fernsehserie, 14 Folgen)
- 2016: Mr Selfridge (Fernsehserie, 4 Folgen)
- 2017–2018: Shadowhunters (Fernsehserie, 11 Folgen)
- 2018: Tomorrow
- 2018: Torvill & Dean (Fernsehfilm)
- 2020: Industry (Fernsehserie)
- 2023: Das Rad der Zeit (The Wheel of Time, Fernsehserie, 3 Folgen)